# Campeonato Regional Sur
El Campeonato Regional Sur, también conocido popularmente como el Campeonato o la Copa de Andalucía, fue una competición oficial de fútbol a nivel regional que disputaron desde 1915 los clubes adscritos a la Federación Novena de Foot-Ball Clubes, fundada el 23 de febrero del mismo año con la finalidad de formalizar y estructurar el fútbol andaluz y cuyo ámbito de acción comprendía inicialmente Andalucía occidental, Extremadura, Canarias y Norte de África. El 29 de junio de 1915, tras incorporar el resto del territorio andaluz, pasó a denominarse como Federación Regional Sur de Clubs de Foot-ball.
Previamente, desde la temporada 1909-10 se venía celebrando un Campeonato de Andalucía-Extremadura, organizado por el Recreativo de Huelva, y por tanto, sin validez oficial, así como otras competiciones en diferentes ciudades a cargo también de clubes particulares (Copa del Centenario, por el Español F.C., de Cádiz; Copa del Duque de Santo Mauro, por la Escuela Naval Militar Sporting, de San Fernando) que trataban de suplir la carencia de un torneo regional en Andalucía, como el que ya había en otros territorios, e igualmente oficiosas.
Cuando un club solicitaba su ingreso en la Federación debía abonar una cuota de inscripción y entregar copias de sus estatutos y reglamentos. Los clubes admitidos eran clasificados como de primera categoría -si disponían de un campo propio- o de segunda categoría si carecían del mismo, aunque durante los años iniciales la Federación reconoció dicha categoría a clubes sin campo ya que eran muy pocos los que disponían de uno, para fomentar así la participación en las competiciones federadas.
El vencedor de su máxima categoría obtenía el título de campeón andaluz y con ello el derecho a tomar parte en el Campeonato de España junto a los campeones de las restantes federaciones regionales, ya que el 1 de septiembre de 1913 la Asamblea constituyente de la Real Federación Española de Foot-ball instituyó de manera reglamentaria los torneos regionales como eliminatorias previas de clasificación para la citada competición, aunque a partir de la temporada 1925-26 este derecho se amplió al subcampeón regional. Dicho Campeonato de España proclamaba al campeón nacional absoluto, hasta que fue relevado en esta función la temporada 1928-29 por el equivalente Campeonato Nacional de Liga de Primera División, momento en el que quedó relegado a desempeñar la función de Campeonato de Copa, en sus diferentes acepciones: Copa del Presidente de la República, Copa del Generalísimo y Copa del Rey).
El claro dominador del Campeonato Regional Sur fue el Sevilla Foot-Ball Club con diecisiete títulos en veinte ediciones del torneo, siendo el único en obtener el trofeo en propiedad.
Debido a la conmemoración del centenario de la Federación Regional del Sur en 2015 se intentó celebrar una nueva edición a modo benéfico de la histórica competición, que sin embargo no llegó a producirse.

## Historia

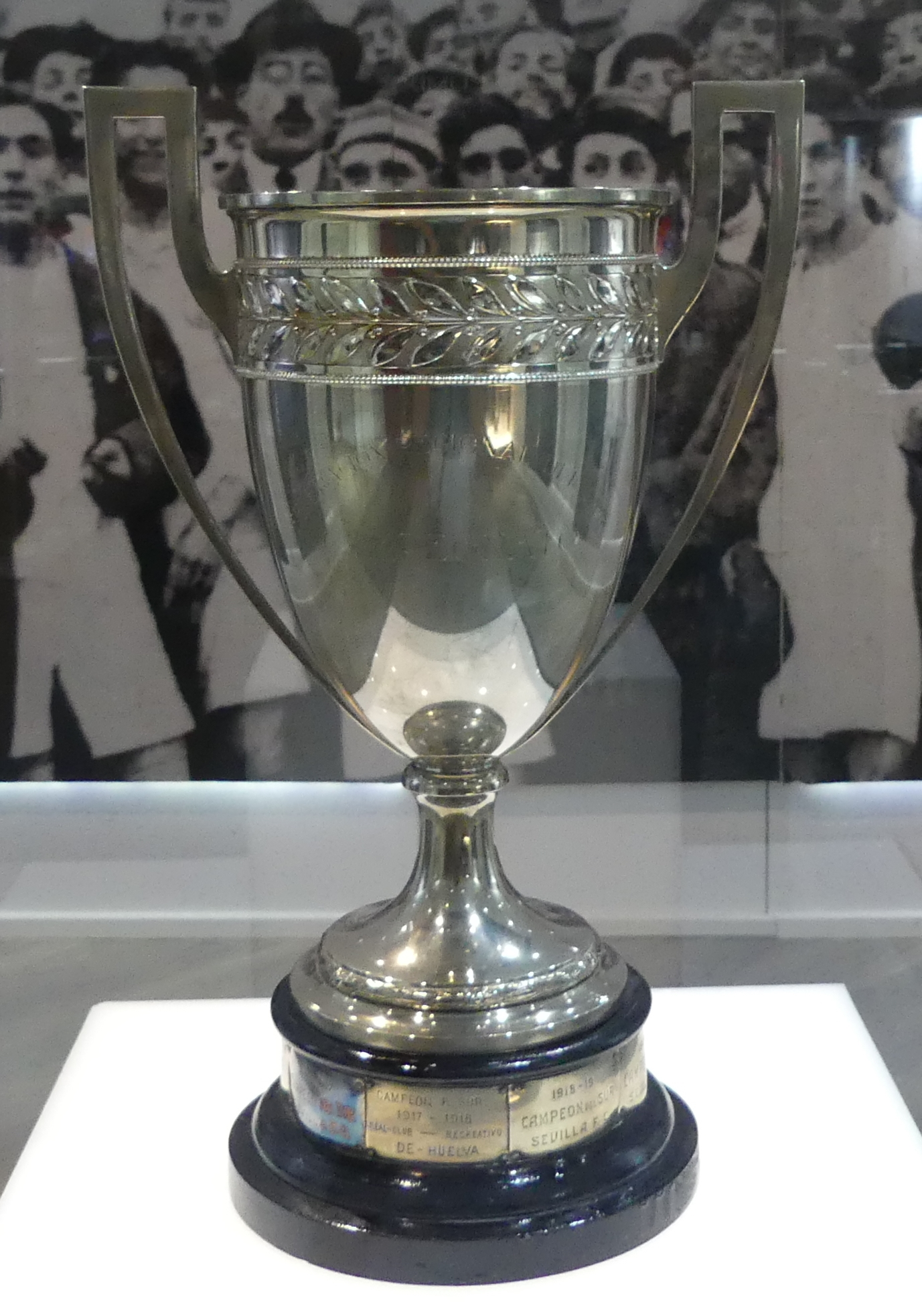
Copa del Campeonato Regional Sur. Museo del Sevilla Fútbol Club.

En sus inicios, el Campeonato Regional Sur de Primera Categoría disfrutaba de acceso libre para cualquier club legalmente constituido y federado, tras abonar un canon de cinco pesetas. Sus dos primeras ediciones se celebraron bajo formato eliminatorio, a razón de un solo club por provincia en la fase final (que tenía lugar en el campo del Sevilla F.C., el único reglamentario de la capital andaluza), disputándose fases previas en aquellas provincias donde se presentaba más de un equipo para seleccionar a su representante. 
Sin embargo, en la temporada 1917-18 solo se presentaron clubes por Huelva, Sevilla y Cádiz, no habiendo en consecuencia cuatro equipos para jugar las semifinales, optándose así por celebrar dicha fase final en forma de liguilla. Para evitar en lo sucesivo este tipo de contingencias, a partir de la temporada 1918-19 se instauró definitivamente el sistema liguero, por lo que ya sólo podrían participar los clubes con campo vallado (Sevilla F.C., Real Betis, R.C. Recreativo de Huelva y Español F.C. de Cádiz) puesto que este nuevo espectáculo público cada vez más masivo precisaba de unas mínimas condiciones de seguridad. Además, la emoción de la competición llegaba a las ciudades con lo que se fomentaba la afición, los clubes generaban ingresos con la venta de entradas y la Federación Regional se financiaba con un porcentaje de las mismas. A partir de este momento, los equipos citados conformaban una especie de primera división regional por la que tenían asegurado su puesto en la máxima categoría, aunque un año se retirasen o no se inscribieran en el Campeonato, pues tener un campo vallado les otorgaba ese derecho, y además aún existía el descenso de categoría para el último clasificado. Mientras, el acceso de un club de segunda categoría a la misma quedaba supeditado a la adquisición de un campo propio y vallado así como a su aprobación por la Asamblea de la Federación Regional Sur, integrada por los delegados representantes de los clubes miembros.
Esta Primera Categoría funcionaba entonces como un grupo hermético porque la Federación Regional Sur no organizaba aún el campeonato de Segunda Categoría y adolecía así de un sistema reglado para que estos equipos pudieran promocionar deportivamente a la categoría superior. Por ello, los ascensos quedaban condicionados a que los clubes de segunda categoría se hicieran con un campo vallado y a que la Federación Regional Sur los considerase cualificados para competir al máximo nivel, recortando con su progresión las notables diferencias de calidad que los separaban de los cuatro clubes punteros. El único caso se produjo al acabar 1920 cuando la Federación incluyó en Primera Categoría al Nacional F.C. de Sevilla, pero solo tras disputar tres partidos de prueba para contrastar su potencial y exigirle un depósito de 500 pesetas como garantía por si no completaba el campeonato, ya que viajar por varias provincias para jugar los encuentros resultaba muy costoso, más la consabida obligación de procurarse un campo de juego cerrado con anterioridad al inicio de la competición. Y, aunque el estreno del Campeonato Regional de Segunda Categoría tendría lugar la temporada 1920-21, sus dos primeros campeones tampoco ascendieron por carecer de campo vallado y el grupo continuó sin más alteraciones
En el nuevo Reglamento de la Federación Regional Sur de 1922 vino a normalizar esta situación pues en su artículo 6 se establecía que ya no solo bastaba con tener campo vallado para asegurarse un puesto en la misma sino que cada temporada el equipo colista debía defender su plaza en una eliminatoria de promoción con el campeón de Segunda Categoría, aunque los ascensos requerían ser más tarde ratificados por la Asamblea de la propia Federación Sur, compuesta por los delegados que representaban a los clubes miembros. No obstante, si el número total de clubes en la división de honor regional no completaba el límite máximo fijado, que era de 6, ambos equipos quedarían clasificados en Primera Categoría. Y así ocurrió en la campaña 1922-23 cuando dicha Asamblea acordó ascender a la Real Balompédica Linense -campeón de Segunda Categoría- sin disputar la preceptiva eliminatoria con el Español F.C., último clasificado de los cinco integrantes de Primera Categoría. 
El nuevo sistema de promoción, junto al gran aumento de clubes inscritos, motivaron que el 19 de agosto de 1923 la Asamblea remodelase las competiciones regionales al crear un Grupo B en Primera Categoría, donde los equipos de Segunda Categoría con campo propio -aunque este criterio no siempre se respetó- compitieran separados de los que no lo tenían y no podían ascender, resultando así las tres divisiones mediante las que se estructuraría en lo sucesivo el fútbol andaluz: Primera Categoría Grupo A, Primera Categoría Grupo B y Segunda Categoría (o Grupo C), reservada ahora esta última para clubes sin campo y de nuevo ingreso en la Federación. Directamente, o a través de sus diferentes subcomités, la Federación Regional Sur organizaba campeonatos del Grupo B en aquellas provincias donde estimaba conveniente en función del número de equipos inscritos cada temporada, cuyos vencedores se eliminaban más tarde entre ellos para determinar al club campeón regional, que se convertía en aspirante a un puesto en la máxima categoría andaluza. Sin embargo, en muchas ocasiones este ascenso no se llevaba a efecto ya que los clubes que deseasen militar en Primera Categoría A debían cumplir unos exigentes requisitos dispuestos en los reglamentos, sobre todo en lo referente a la posesión de un campo propio y vallado y que no todos los clubes podían afrontar.
Pese a todo, desde entonces solo en la temporada 1926-27 se jugó la promoción, que además finalmente quedó en nada puesto que, tras perderla, el Algeciras F.C. acabó subiendo por una ampliación de la primera categoría. Y es que por dos veces el campeón de segunda categoría ascendió de nuevo de manera directa al existir plazas vacantes mientras que en dos años tampoco hubo promoción pese a disponer de campo propio el subcampeón en un caso -lo que le legitimaba para jugarla en lugar del vencedor- y por una reducción en el número de clubes en primera categoría en otro debido a la creación de la Liga.
Entre las campañas 1928-29 y 1930-31 se produjo una regularización del sistema de ascensos y descensos cuando se procedió a la aplicación del artículo 172º del Reglamento de la R.F.E.F., donde se fijaba que en cada región los clubes de primera categoría que no obtuvieran el pase para el Campeonato de España o que no militasen en Primera o Segunda División de liga debían obligatoriamente disputar un certamen de promoción por puntos junto con los mejores clasificados de la segunda categoría, quienes accedían no ya tras las eliminatorias entre campeones provinciales sino mediante torneos en formato liguero. Pero a partir de la temporada 1931-32, en la que el Málaga S.C. ascendió por una reestructuración de las categorías regionales -después de que una serie de conflictos políticos y sociales hiciera que se suspendiera la promoción-, ésta solo se celebró la campaña 1934-35 tras implantarse los Campeonatos Superregionales mientras que en las otras tres no hubo ascensos por modificaciones en el sistema de competición, por decisiones federativas que no los aprobaban pese a haberse obtenido por méritos deportivos y ante las acostumbradas acusaciones de caciquismo y por el inicio de la Guerra Civil.
Tras la Guerra Civil, la Federación Española suprimió los campeonatos regionales -la temporada 1939-40 fue la última en que se disputó esta histórica competición- por lo que la clasificación para la Copa -en adelante, del Generalísimo- pasó a depender de los resultados obtenidos en la Liga. Desde entonces, la Federación Regional Sur comenzó a organizar una serie de torneos bajo la denominación de Copa de Andalucía o Copa Federación Andaluza que se disputaba en primavera como "consolación" a nivel regional tras la temporada futbolística nacional. Estas disputas, sin embargo, ya no declaraban oficialmente al campeón regional y no tenían validez tampoco como torneo clasificatorio para el Campeonato de España de Copa. Así pues, de carácter oficial pero de escaso valor deportivo, la inscripción de los equipos era libre y opcional, participando en ellas fundamentalmente los clubes que habían quedado eliminados en sus correspondientes campeonatos ligueros o de Copa para poder completar el calendario futbolístico de la temporada con partidos de competición.

## Historial
Nombres y banderas de los equipos según la época.
| Temporada                           | Campeón                                            | Resultado                                          | Subcampeón                                         | Notas                                                    |
| Campeonato de Andalucía-Extremadura | Campeonato de Andalucía-Extremadura                | Campeonato de Andalucía-Extremadura                | Campeonato de Andalucía-Extremadura                | Campeonato de Andalucía-Extremadura                      |
| ----------------------------------- | -------------------------------------------------- | -------------------------------------------------- | -------------------------------------------------- | -------------------------------------------------------- |
| 1909-10                             | R. C. Recreativo de Huelva                         | Liguilla                                           | Sevilla F. C.                                      | Torneo no considerado oficial.                           |
| 1910-11                             | R. C. Recreativo de Huelva                         | Partido único                                      | Sevilla F. C.                                      | Torneo no considerado oficial.                           |
| 1911-12                             | R. C. Recreativo de Huelva                         | Liguilla                                           | Español F. C.                                      | Torneo no considerado oficial.                           |
| Copa Centenario                     |                                                    |                                                    |                                                    |                                                          |
| 1912-13                             | Español F. C.                                      | Eliminatorio                                       | R. C. Recreativo de Huelva                         | Torneo no considerado oficial.                           |
| 1913-14                             | No se disputa ningún torneo regional.              | No se disputa ningún torneo regional.              | No se disputa ningún torneo regional.              | No se disputa ningún torneo regional.                    |
| 1914-15                             | Español F. C.                                      | 4 - 1                                              | Real Betis Balompié                                | Torneo no considerado oficial.                           |
| Campeonato Regional Sur             |                                                    |                                                    |                                                    |                                                          |
| 1915-16                             | Español F. C.                                      | 2 - 1                                              | Sevilla F. C.                                      |                                                          |
| 1916-17                             | Sevilla F. C.                                      | 4 - 0                                              | R. C. Recreativo de Huelva                         |                                                          |
| 1917-18                             | R. C. Recreativo de Huelva                         | 2 - 0                                              | Sevilla F. C.                                      | Final a 3 reducida posteriormente a 2                    |
| 1918-19                             | Sevilla F. C.                                      | 2 - 0                                              | R. C. Recreativo de Huelva                         |                                                          |
| 1919-20                             | Sevilla F. C.                                      | 3 - 2                                              | Real Betis Balompié                                | Sistema de Liga con desempate final                      |
| 1920-21                             | Sevilla F. C.                                      | 1 - 0                                              | Real Betis Balompié                                |                                                          |
| 1921-22                             | Sevilla F. C.                                      |                                                    | Español F. C.                                      | Exclusión del Real Betis por incomparecencia en la final |
| 1922-23                             | Sevilla F. C.                                      | 6 - 1, 1 - 1                                       | Real Betis Balompié                                | Sistema de Liga con partido final                        |
| 1923-24                             | Sevilla F. C.                                      | 4 - 2                                              | Real Betis Balompié                                | Sistema de Liga con partido final                        |
| 1924-25                             | Sevilla F. C.                                      | 3 - 0                                              | Real Betis Balompié                                | Sistema de Liga con partido final                        |
| 1925-26                             | Sevilla F. C.                                      | 2 - 1, 2 - 2                                       | Real Betis Balompié                                | Sistema de Liga con partido final                        |
| 1926-27                             | Sevilla F. C.                                      | 3 - 0                                              | Real Betis Balompié                                | Sistema de Liga con partido final                        |
| 1927-28                             | Real Betis Balompié                                | 3 - 1                                              | Sevilla F. C.                                      | Sistema de Liga con partido final                        |
| 1928-29                             | Sevilla F. C.                                      |                                                    | Real Betis Balompié                                | Sistema de Liga de X equipos                             |
| 1929-30                             | Sevilla F. C.                                      | 0 - 0, 2 - 1                                       | Real Betis Balompié                                | Sistema de Liga con partido final                        |
| 1930-31                             | Sevilla F. C.                                      | 0 - 0, 2 - 0                                       | Betis Balompié                                     | Sistema de Liga de X equipos                             |
| 1931-32                             | Sevilla F. C.                                      |                                                    | Betis Balompié                                     | Sistema de Liga de X equipos                             |
| 1932-33                             | Disputaron el Campeonato Mancomunado Castilla-Sur  | Disputaron el Campeonato Mancomunado Castilla-Sur  | Disputaron el Campeonato Mancomunado Castilla-Sur  | Disputaron el Campeonato Mancomunado Castilla-Sur        |
| 1933-34                             | Disputaron el Campeonato Mancomunado Castilla-Sur  | Disputaron el Campeonato Mancomunado Castilla-Sur  | Disputaron el Campeonato Mancomunado Castilla-Sur  | Disputaron el Campeonato Mancomunado Castilla-Sur        |
| 1934-35                             | Disputaron el Campeonato Supraregional Levante-Sur | Disputaron el Campeonato Supraregional Levante-Sur | Disputaron el Campeonato Supraregional Levante-Sur | Disputaron el Campeonato Supraregional Levante-Sur       |
| 1935-36                             | Sevilla F. C.                                      |                                                    | Xerez F. C.                                        | Sistema de Liga de X equipos                             |
| 1936-37                             | No disputado por la Guerra Civil Española          | No disputado por la Guerra Civil Española          | No disputado por la Guerra Civil Española          | No disputado por la Guerra Civil Española                |
| 1937-38                             | No disputado por la Guerra Civil Española          | No disputado por la Guerra Civil Española          | No disputado por la Guerra Civil Española          | No disputado por la Guerra Civil Española                |
| 1938-39                             | Sevilla F. C.                                      |                                                    | Betis Balompié                                     | Sistema de Liga de X equipos                             |
| 1939-40                             | Sevilla F. C.                                      |                                                    | Betis Balompié                                     | Sistema de Liga de X equipos                             |

Nota: En las temporadas 1932-33/1933-34 los equipos andaluces de Primera Categoría, el Sevilla F. C. y el Real Betis Balompié, disputaron el Campeonato Mancomunado Castilla-Sur, junto a equipos de Madrid y Castilla-León de la Federación Castellana de Fútbol ||. El Madrid Foot-Ball Club || se proclamó campeón en los dos años mientras que el mejor clasificado andaluz en ambas ediciones fue el Real Betis Balompié: subcampeón en 1933 y tercero en 1934.
En la temporada 1934/35 los equipos andaluces de Primera Categoría disputaron el Campeonato Supraregional Levante-Sur, junto a equipos de la Federación de Levante. El Levante Foot-Ball Club se proclamó campeón, siendo el Sevilla F. C. subcampeón.
La edición disputada en la temporada 1932-33 no es computada como una edición del campeonato regional andaluz.

### Palmarés
| Equipo                         | Títulos | Subcampeonatos | Años campeonatos                                                                                     |
| ------------------------------ | ------- | -------------- | --- |
| Sevilla Fútbol Club            | 17      | 3              | 1917, 1919, 1920, 1921, 1922, 1923, 1924, 1925, 1926, 1927, 1929, 1930, 1931, 1932, 1936, 1939, 1940 |
| Real Betis Balompié            | 1       | 13             | 1928                                                                                                 |
| Real Club Recreativo de Huelva | 1       | 2              | 1918                                                                                                 |
| Español F. C.                  | 1       | 1              | 1916                                                                                                 |
| Xerez Fútbol Club              | -       | 1              | |